# Brachyopa
Brachyopa là một chi ruồi trong họ Syrphidae.